# 3811 Karma
3811 Karma eller 1953 TH är en asteroid i huvudbältet som upptäcktes den 13 oktober 1953 av den finska astronomen Liisi Oterma vid Storheikkilä observatorium. Den har fått sitt namn efter Birger Karma.
Asteroiden har en diameter på ungefär 30 kilometer. Den tillhör och har givit namn åt asteroidgruppen Karma.